# Barcelonas historia

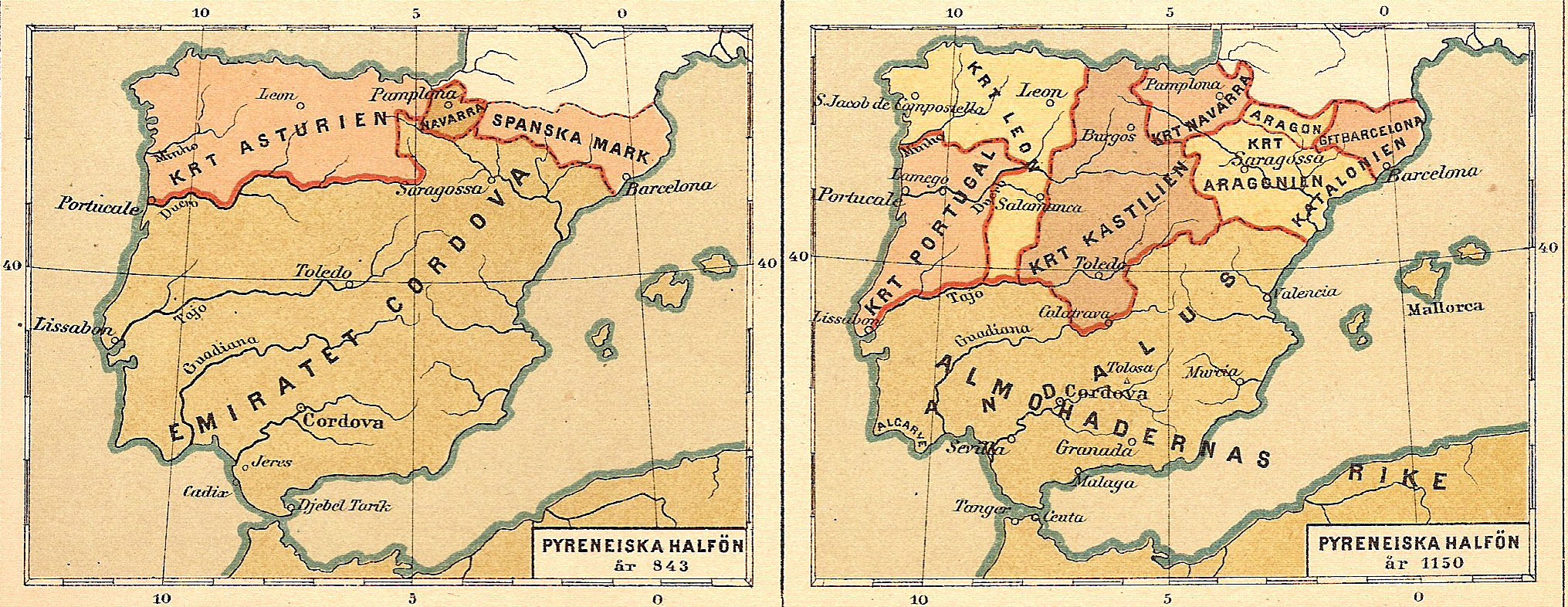
Historisk kartor över Iberiska halvön och Spanska mark 843 e.Kr. respektive grevskapet Barcelona 1150 e.Kr.

Barcelonas historia syftar på den katalanska och spanska staden Barcelonas historia. Den är bland annat förknippad med handel och konflikter. De mest betydelsefulla epokerna i stadens historia var medeltiden, industrialismen samt perioden från 1975 till nutid – främst efter Olympiska sommarspelen 1992. Historien om Barcelona är en del av Kataloniens historia och Spaniens historia.

## Epoker

### De första invånarna
De äldsta spåren av människor i Barcelona har påträffats på berget Monterols i form av gravar daterade till andra årtusendet före Kristus. En mindre boplats med vad som antas ha varit cirkulära hyddor har även påträffats i närheten av dagens Hospital de Sant Pau. Fynd av järnsmide och krukor med för den keltiska kulturen typiska mönster har daterats till sjunde århundradet före Kristus.

### Ibererna
Efter att den grekiska kolonin Emporium grundats på 600-talet före Kristus vid kusten utanför dagens Girona, började laetaner (en lokal iberisk stam) bosätta sig på flera av de mindre bergstopparna i dagens Barcelona. Spår av bosättningar har påträffats på El Puxet, Rovira och Montjuїc, där även en begravningsplats påträffats. Vid Montjuїc har ett dussintal förvaringsutrymmen samt flera mynt med namnet Laie grävts fram vilket antyder att bosättningen präglade egna mynt och bedrev handel.
Någon gång under andra århundradet före Kristus upphörde bosättningen på Montjuïc, som då kommit under romerskt inflytande. Den troliga anledningen var att alluvialbildningen vid den närliggande hamnen gjort den obrukbar varför bosättningen flyttades. En ny bosättning uppstod vid kullen Mons Taber (rakt under dagens katedral), där romarna senare valde att placera sitt Castrum.
Utgrävda mynt från första århundradet före Kristus med namnet Barkeno ger en antydan om att bosättningen bar samma namn. Barkenos tillkomst är mytomspunnen och tillskrivs bland annat Hamilkar Barkas. Några konkreta bevis för när bosättningen grundades saknas dock, och de äldsta arkeologiska fynden härrör från första århundradet före Kristus.

### Romarna

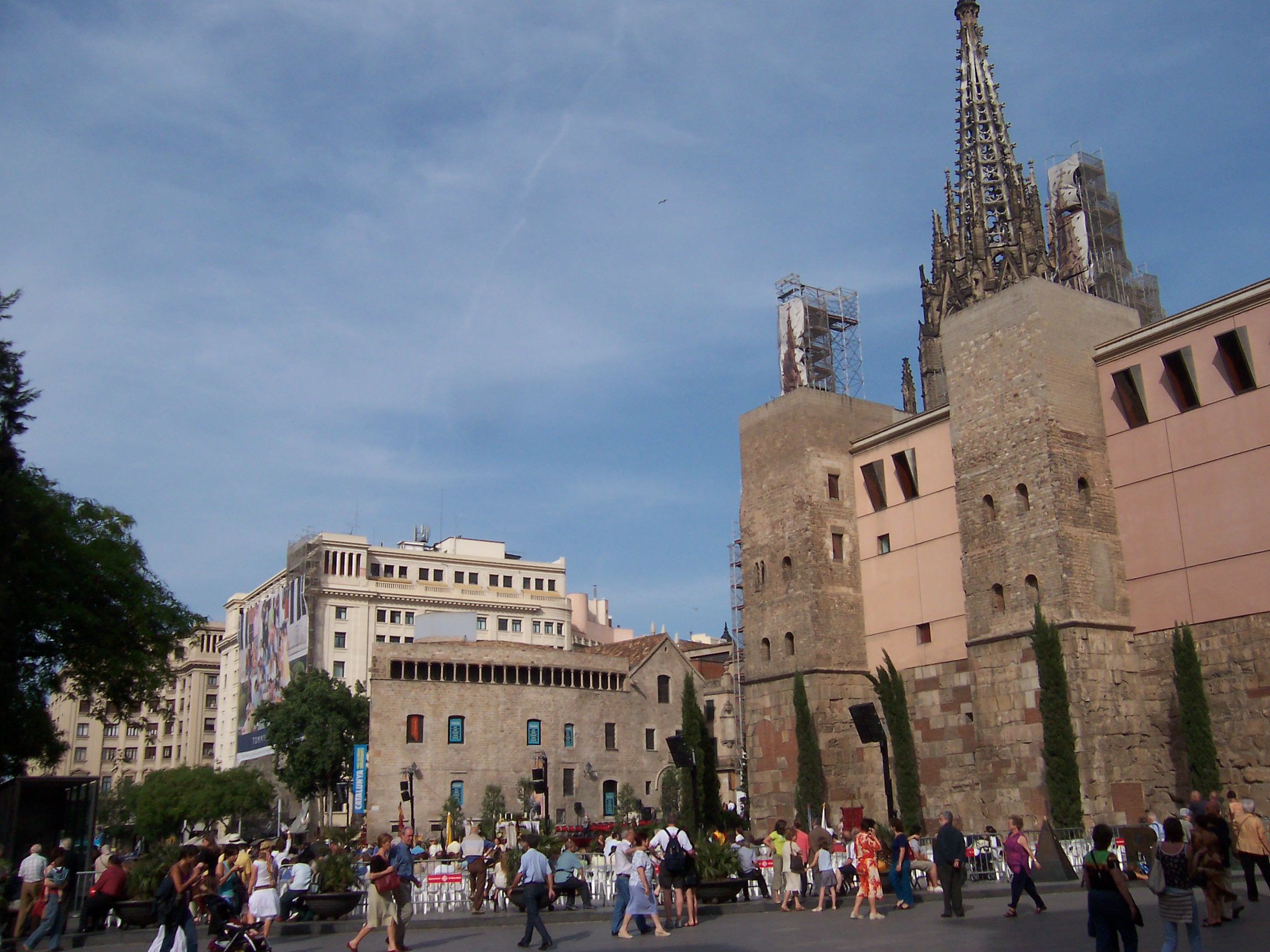
Barcelonas romerska stadsmur synlig i bildens högra hörn. Muren konstruerades med stora kvaderstenar, vilka senare återanvändes vid olika kyrkobyggen när muren delvis revs på 1200-talet. Den ursprungliga muren byggdes upp till 2 meters höjd men höjdes vid senare tillbyggnader; dess omkrets var dock alltid densamma. Under medeltiden när bostadsbehovet ökade byggdes flera av försvarstornen om till hyreslägenheter.

År 15 f.Kr valde romarna Barkeno som plats för en av tolv kolonier i provinsen tarraconesis, med det långa namnet Colonia Julia Augusta Faventia Paterna Barcino konstruerade romarna ett befäst läger (castrum). Den ursprungliga stadsplaneringen med två korslagda huvudgator, decumanus (dagens Carrer del Bisbe och Carrer de la Ciutat), cardo maximus (dagens Carrer del Call och Carrer de la Llibreteria) och ett centralt placerat forum (dagens Plaça Sant Jaume), är än i dag högst påtaglig i det virrvarr av sidogator som växt fram genom århundradena. Barcino övergick efterhand till att bli en befäst handelsplats så kallade Oppidum varvid stadens betydelse och välstånd ökade.
Någon gång på 100-talet e.Kr. invandrade de första judarna. Barcelonas medeltida judiska getto, El Call, härstammar från denna tid. 
Barcino växte aldrig till någon betydande storlek, befolkningen har uppskattats till mellan 3 000 och 5 000 och staden hade troligen varken teater eller cirkus. Efter att germanska stammar attackerat staden upprepade gånger på 260-talet e.Kr förbättrades stadens försvar, en ny större ringmur på omkring 1 200 meter restes efter att den ursprungliga rivits. Barcinos ekonomi byggde främst på export av slavar men även till stor del på export av överskottet från det lokala jordbruket och fisket. Exporten omfattade vete, yllevaror, Amforor med vin och olja men även krukor med Garum vilket hyllades av Plinius, i Barcino fanns bland annat en 600 m² stor anläggning för vinproduktion med utrymme för att lagra omkring 10 000 liter vin. På 300-talet när kristendomen var på väg att ta över som den romerska statsreligionen uppstod legenden om Santa Eulàlia, Barcelonas skyddshelgon, det är dock ifrågasatt om hon över huvud taget existerat.
Kring mitten av 300-talet upphörde slavhandeln vilken var betydande för stadens ekonomi. Förslavningen av den judiska befolkningen vilken ledde till brist på arbetskraft och den romerska valutans ständiga värdeminskning innebar att Barcino i början av 400-talet var tvungen att importera de varor man tidigare exporterat. I början av år 409 e.Kr invaderades iberiska halvön av vandaler, sveber och alaner. Det kaos av våld och oreda de skapade ledde till att när kung Ataulf med sin visigotiska armé tågade in år 415 e.Kr mötte de inget motstånd då romarna ingått förbund med dem i hopp om att få bukt med plundringen och våldet. Ataulf flyttade sitt hov till Barcino där han några månader senare mördades. Barcino förblev därefter under visigotiskt inflytande under 300 år och tjänade i omgångar som dess huvudstad.

### Tidig medeltid

Karta över de olika grevskap som utgjorde spansk mark ibland vilka Barcelona var särskilt utsatt för angrepp från kalifatet.

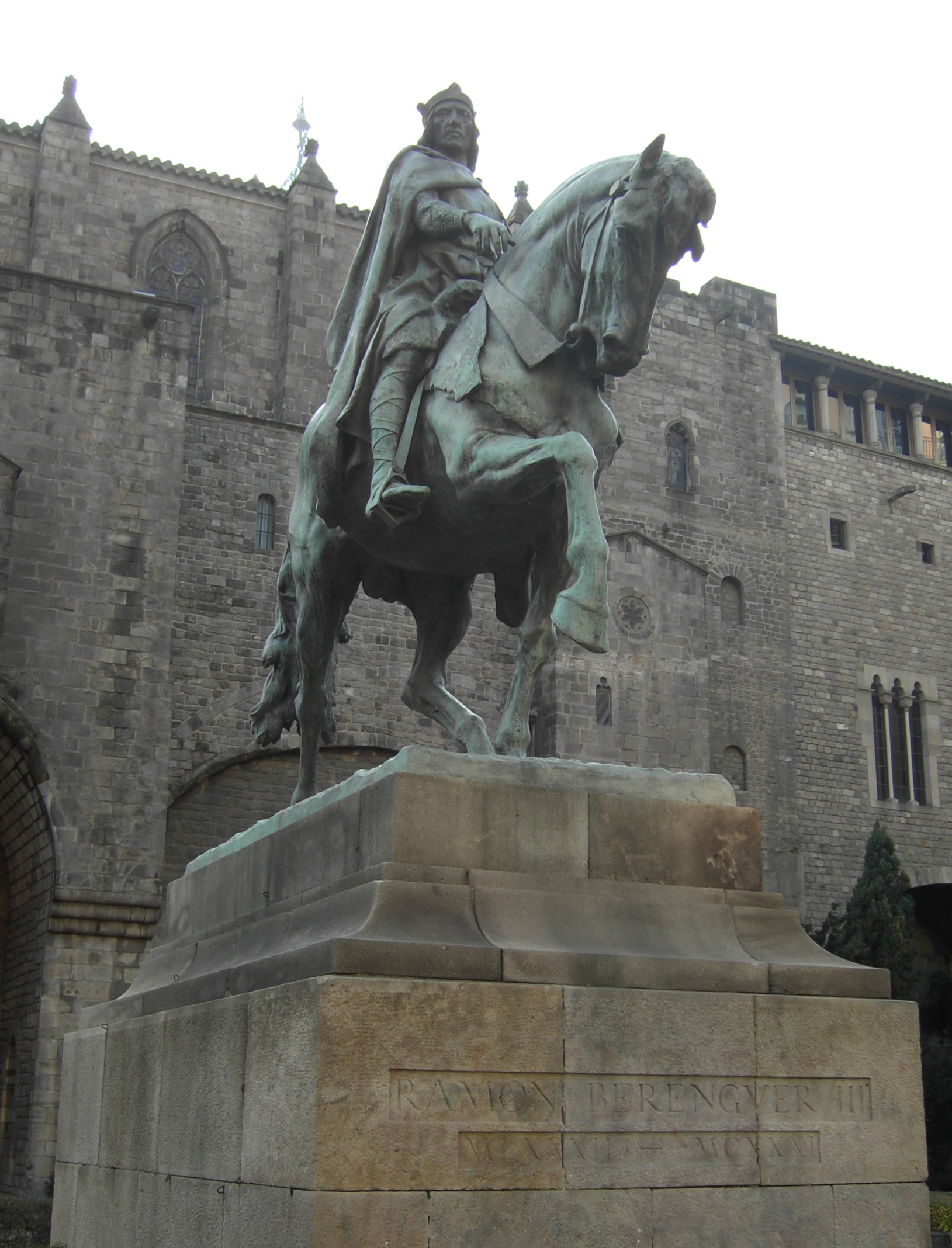
Ramon Berenguer III, som regerade 1097–1131, kom att bli mycket betydelsefull för Barcelonas utveckling mot handelsstad, bland annat genom militärpolitiska allianser med Genua och Pisa i krigen mot morerna. Från dessa städer kom senare många av de handelsmän vilka etablerade Barcelona som en av Medelhavets främsta handelsstäder.

När Barcelona föll i morernas händer är osäkert, vissa källor anger det till år 713 eller 714 under Musa bin Nusair medan andra anger det till år 717 när vali Al-Hurr ockuperade staden, under det muslimska styret som varade fram till det att staden återerövrades år 801 av Karl den stores son Ludvig den fromme styrdes Barcelona både politiskt och religiöst av en kristen biskop under överseende av en muslimsk militär-guvernör. Under karolingerna blev Barcelona ett av flera grevskap i den buffertzon som kallades spansk mark. När Wilfred den hårige Guifre el Pilós år 878 tilldelades Barcelona av Ludvig den stammande utsåg han staden till administrativ huvudort, han hade dessförinnan redan utsetts till greve av Girona, Besalu, Cerdanya, Urgell samt senare även Ausona. Efter hans död 897 blev Barcelona som första grevskap i spansk mark ärftligt som lydstat under frankerna. 
Eftersom Barcelona var sista utposten i frankerriket återkom muslimerna vid ett flertal tillfällen. År 815 och 827 avvärjdes attacker när anfallarna misslyckades med att forcera murarna, staden intogs dock och ödelades år 852. År 897 evakuerades Barcelonas civila befolkning när vali Llop av Leida hotade stadens säkerhet. Den sista muslimska attacken mot staden genomfördes år 1115 när Almoraviderna belägrade Barcelona under två dagar.
När morerna under härförare Al-Mansur intog, plundrade och därefter brände ner Barcelona år 985 valde den frankiske kungen Lothar att ignorera stadens behov av militärt stöd, det ledde senare till att den sittande greven Borell II efter att ha nekats ekonomiskt stöd för en återuppbyggnad av staden, inte erkände Hugo Capet. Borell II var den första av de självständiga grevarna vilka kom att styra Barcelona fram till att Katalonien och Aragonien genom giftermål mellan Ramon Berenguer IV och Petronila av Aragon förenades år 1150. 
Under 1000-talet var Barcelona fortfarande en liten stad som fick plats innanför de romerska murarna, när handeln kom igång på allvar under 1100-talet började Barcelona växa mycket kraftigt. Staden fick nya stadsdelar utanför murarna där sjöfarare, hantverkare och handelsmän bosatte sig varav många hade utländsk härkomst. Den judiske upptäcktsresande rabbinen Benjamin från Tudela beskriver sitt besök i Barcelona under 1160-talet: Det är en liten attraktiv stad vid kusten. Handelsresande kommer hit med sina varor från alla håll, Grekland, Pisa, Genua, Sicilien, Alexandria, det heliga landet, Afrika och alla dess omgivningar 

### 1200-talet

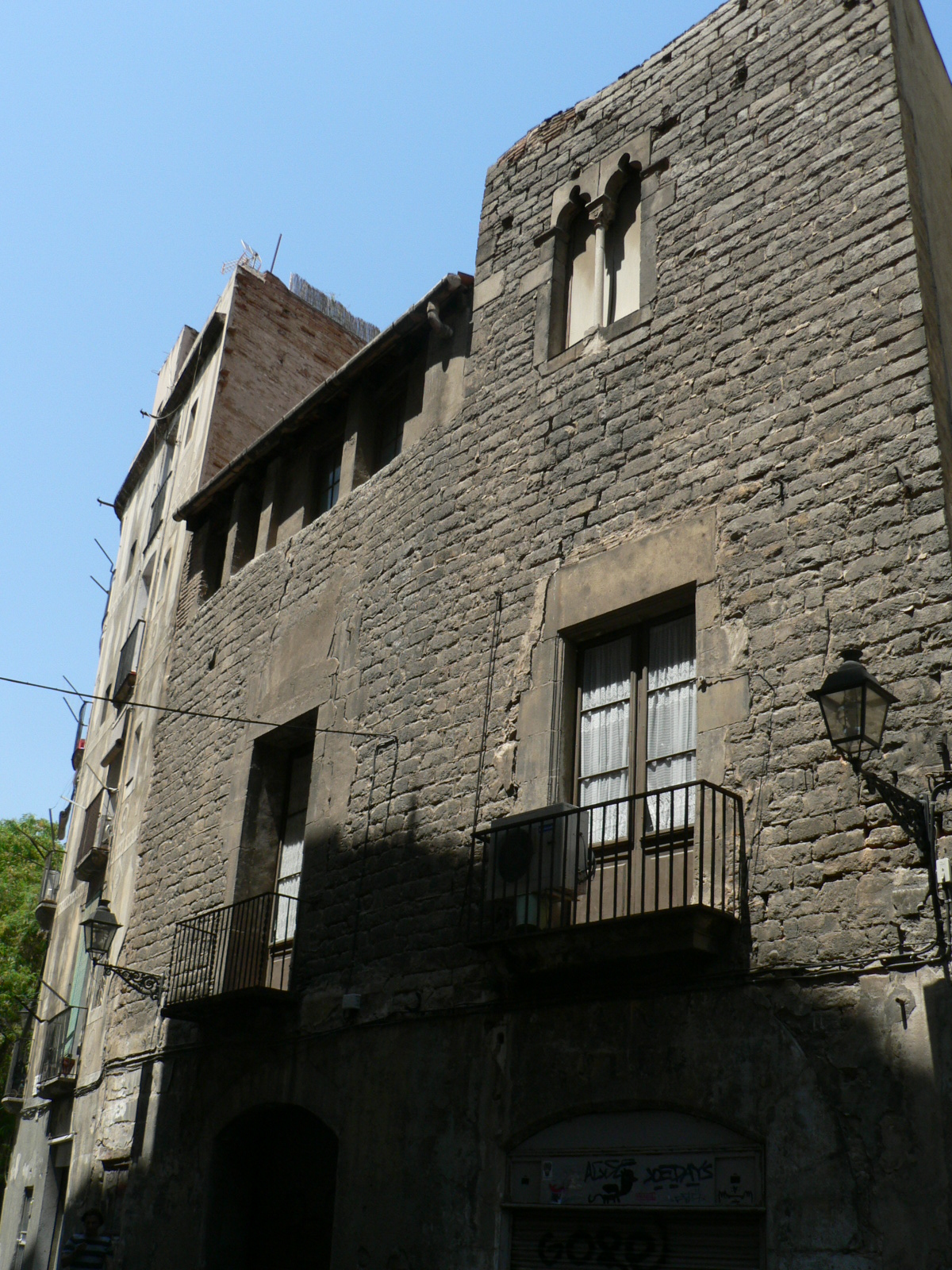
Denna byggnad, som uppfördes i mitten av 1300-talet, är den enda bevarade byggnaden i sitt slag i Barcelona. Den ger en bra bild av hur hantverkarbostäderna i Barcelona under medeltiden såg ut.

Under hela 1200-talet fortsatte Barcelonas befolkning att öka mycket kraftigt. Från att ha haft uppskattningsvis någonstans mellan 5 000 och 8 000 invånare i början av 1000-talet ökade befolkningen till över 40 000 i slutet av 1200-talet. En ny ringmur som inneslöt hela det område som utgör dagens Barri Gòtic samt Barri Casc Àntic, ett område 20 gånger större än det som inneslöts av den romerska muren, restes under huvuddelen av 1200-talet.
Det sista stora hindret för att Barcelona skulle kunna etablera sig som handelsstad undanröjdes när Jakob I erövraren erövrade Balearerna och Valencia. Därefter expanderade stadens handelsbolag mycket kraftigt runt om i Medelhavet, och mot slutet av 1200-talet fanns det 47 konsulat som representerade Barcelona i sjöhandelsfrågor. Tillverkningen av textilier, vapen och skepp innebar att Barcelona återigen blev nettoexportör, för första gången sedan 300-talet. Staden blev samtidigt ett stort distributionscentrum, och både exporten och importen var mycket omfattade. 
Barcelona bedrev handel med västra medelhavet (Balearerna, Sardinien, Sicilien och Neapel) dit det skeppades tyger, saffran, lädervaror, och vapen. I motsatt riktning skeppades bomull, vete, koraller, saltad fisk från Sardinien och slavar från Sicilien. Exporten till östra medelhavet (Konstantinopel, Beirut, Alexandria) omfattade ylletyger, fårskinn, torkad frukt, olivolja, koraller, tenn och järn. I utbyte importerades kanel, ingefära, rökelse och peppar, alun och slavar. 
Handel bedrevs även med Barbareskkusten (främst Tunis) dit man skeppade ris från Valencia, torkade fikon, nötter och mängder med tyg. Hem skeppades färger, råbomull, och guld. Handeln med de muslimska länderna sköttes nästan uteslutande av Barcelonas judar, dessa hade möjligheten att starta handelsbolag i de städer där kristna var utestängda. Judarna vilka utgjorde huvuddelen av Barcelonas högutbildade åtnjöt flera privilegier genom deras nära förbindelser med hovet som doktorer, jurister, utlånare och samordnare av samhällsfunktioner.
Religiöst och administrativt förändrades Barcelona väldigt mycket under 1200-talet, flera nya lagar som reglerade sjöhandeln tillkom samtidigt som rättsväsendet sekulariserades, tvistefrågor och brottmål löstes i civila domstolar. Flera nya kloster öppnades – bland annat av cisterciener, benediktiner, franciskaner och dominikaner som i sitt kloster Santa Caterina öppnade Barcelonas första skola för högre studier. År 1249 lades grunden för Barcelonas stadsstyre de närmaste 500 åren. Consell de Cent blev det råd där frågor rörande staden diskuterades.

### Senmedeltid
Under 1300-talet såg Barcelona flera motgångar. 1333 slog den katalanska veteskörden fel vilket ledde till att uppskattningsvis tiotusen av stadens fyrtiotusen invånare svalt ihjäl. Det dröjde långt in på 1340-talet innan Barcelona lyckades skaffa sig något livsmedelsöverskott. I maj 1348 skedde det första av flera återkommande pestutbrott, delar av landsbygden avfolkades nästan helt vilket ledde till att adeln konfiskerade egendom som inte återkrävts inom 30 dagar. Detta i kombination med det feodala system som praktiserades på landsbygden där bönder var tvungna att friköpa sig själva om de ville flytta ledde till flera bondeuppror som under 1400-talet eskalerade till ett inbördeskrig vilket pågick 1462-1472. Mellan 1300 och 1480 halverades Kataloniens befolkning, från ca 500 000 till 250 000. 
Från andra halvan av 1300-talet inleddes judeförföljelsen. Judarna som hörde till stadens skickligaste hantverkare tvingades antingen konvertera eller fly. 1391 genomfördes en rad pogromer där delar av Barcelonas judiska kvarter (El Call) brändes ner. Eftersom judarna skötte bankväsendet och handeln med muslimerna samt utmärkte sig inom hantverk fick deras uttåg ur Barcelona allvarliga följder. Krönikor från andra halvan av 1400-talet vittnar om en stad där handeln nästan upphört helt med mängder av arbetslösa vävare och andra hantverkare. På kungens begäran gjordes under 1400-talet flera försök att återupprätta de judiska kvarteren men alla misslyckades.

### Under habsburgarna
När kungariket Aragonien förenades med Kastilien flyttades maktens centrum bort från Barcelona. I Katalonien växte missnöjet med centraliseringen, och flera konflikter uppstod. Mitt under trettioåriga kriget, då spanska trupper var stationerade i Katalonien, inleddes en konflikt mellan Spanien och Katalonien som pågick mellan åren 1640 och 1652. Denna fick namnet skördefolkskriget – Guerra dels Segadors – då huvudstyrkan på den katalanska sidan utgjordes av bönder. 1640 utropades den katalanska republiken i Barcelona under beskydd av Ludvig XIII som låg i krig med Spanien. Han utsågs samtidigt till greve-kung av Katalonien i en överenskommelse där han skulle bistå de katalanska bönderna med franska trupper. När de franska trupperna som stått som garanti för säkerheten retirerade 1648 anföll Filip IV Katalonien och Barcelona, som 1652 gav upp efter en tolv månader lång belägring. 
Barcelona skulle komma att delvis förstöras under det spanska tronföljdskriget 1705–1716, och staden intogs efter en mycket blodig belägring där stadsborna gjorde fanatiskt motstånd. Alla män och pojkar över fjorton tilldelades vapen med vilka de gjorde motanfall ända in på belägringens sista dag. Barcelona som lyckades hålla ut i 13 månader mot en 40 000 man stark armé med ett försvar på 5 300 man kapitulerade den 11 september 1714 efter den blodigaste dagen i stadens historia. För att försäkra sig om att Barcelona inte skulle kunna göra uppror lät den spanske kungen Filip V bygga ett citadell efter att ha rivit över 1 200 byggnader i stadsdelen Ribera. Efter att Katalonien slutligen återförts till Spanien, avskaffades 1716 både Barcelonas kommunala självstyre och Kataloniens självstyre som sådant. Barcelonas universitet stängdes (i likhet med alla andra dåvarande katalanska universitet), samtidigt som den Bourbon-trogna småstaden Cervera fick sitt eget universitet.
Senare under 1700 förbättrades de ekonomiska villkoren i Barcelona. 1778 tilläts direkthandel med Sydamerika, en marknad Barcelona dittills varit utestängd från. Redan 1755 hade man etablerat Barcelonas västindiska handelskompani, som inriktade sig på export av kryddor, mediciner, papper, alkohol och textilier. Under slutet av 1700-talet växte två marknader fram som skulle komma att bli de största under 1800-talet, export av textilier och alkoholhaltiga drycker.

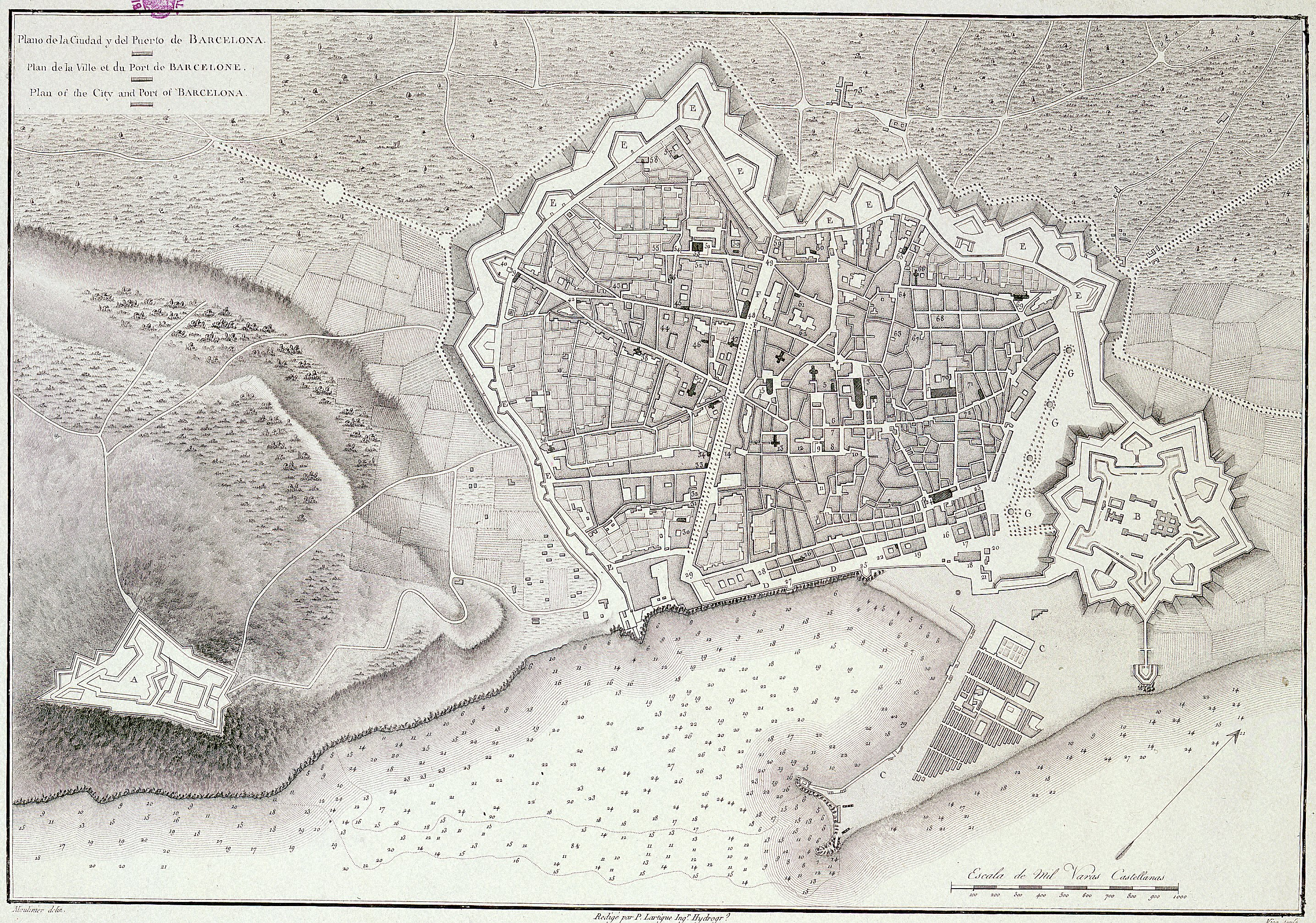
Barcelona år 1806, när hälften av stadens yta utgjordes av militära installationer vars främsta uppgift var att hålla Barcelona i schack. När staden på allvar började växa under 1800-talet utgjorde murarna runt den ett stort hinder. Flera försök att få till stånd en rivning gjordes men avslogs, men vid mitten av 1850-talet var det militära inflytandet så svagt att man lyckades få till stånd en rivning.

### Industrialismen
1800-talets Barcelona präglades av flera krig, revolutioner och revolter, men detta var även den period då den industriella revolutionen tog ordentlig fart (1840-talet). Stadens första ångdrivna fabrik öppnades 1833 i Raval. Den skulle dock komma att brännas ner två år senare när staden härjades av upplopp, först riktade mot kyrkan för att senare riktas mot stadens enda större industri som fick stå skott för den höga arbetslösheten. Nya industrier öppnades dock i rasande takt, och 1846 förbjöds all nyetablering av industrier innanför stadsmurarna. Istället växte nya industriområden upp i Sants, Sant Andreu och Sant Martí. 
Dessa tidigare fristående kommuner växte snart ihop med Barcelona när den nya stadsdelen L'Eixample påbörjades under 1860-talet. För de vanliga människorna i Barcelona under 1800-talet innebar inte industrialiseringen någon förbättring av livskvaliteten utan istället en radikal försämring. Då tillgången på arbetskraft var överflödande kunde fabriksägarna göra precis som de ville, vilket tog sig uttryck i urusla löner, obefintlig anställningstrygghet och omänskliga arbetsförhållanden.
Situationen för arbetarna, tillsammans med hatet mot kyrkan, kan sägas ha lagt grunden för Giuseppe Fanellis framgångar när han 1869 kom till Barcelona för att predika Bakunins idéer. Nästan omgående fick anarkismen fotfäste i Barcelona, och under de följande 60 åren skulle den växa sig så stark att fackföreningen CNT år 1937 hade över 80 procent av stadens arbetare bland sina medlemmar. Under 1890-talet inträffade en våg av terroristattentat i Barcelona iscensatta av anarkister, vilket kulminerade med Montjuïc-processerna 1897 då hundratals anarkister fängslades och torterades. Fem personer dömdes till döden medan sextio skickades till ett fängelse i Spanska Sahara i en rättsprocess där det aldrig fastställdes vem som var skyldig. Rättegångarna upprörde många anarkister runt om i Europa; italienaren Michele Angiolillo reste till Madrid där han letade upp Spaniens premiärminister Antonio Cánovas del Castillo och sköt ihjäl honom.

### Före och under Franco

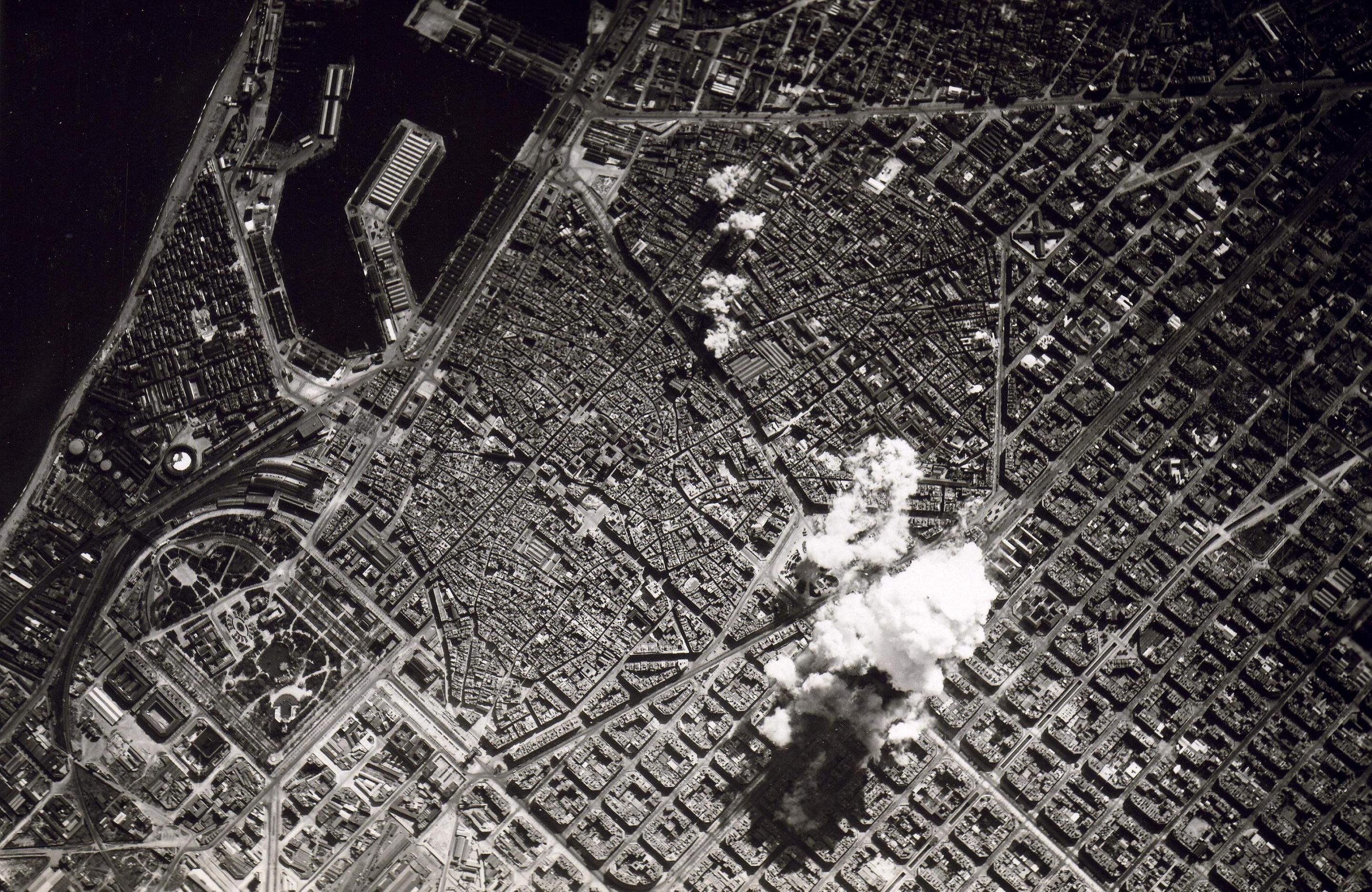
Italiensk flygbombning av centrala Barcelona (17 mars 1938).

Perioden fram till spanska inbördeskriget var en mycket våldsam tid i Barcelona. Sociala och politiska konflikter urartade ofta med påföljande kravaller och polisbrutalitet. Sommaren 1909 var särskilt våldsam, då ett folkligt uppror mot staten och kyrkan kallat "Den tragiska veckan" – la Setmana Tràgica – resulterade i att omkring 110 byggnader (varav 80 kyrkor, kloster och religiösa skolor) plundrades och brändes. Armén kallades in för att krossa upproret, något som resulterade i att mellan 80 och 600 arbetare dödades när armén anföll med bland annat artilleri. 1910 grundades den spanska anarkosyndikalistiska fackföreningen CNT, vilken skulle komma att bli central i kampen för förbättrade arbetsvillkor. Anarkisterna i Barcelona förde under åren 1919–1923 en terrorkampanj mot företagarna med hot, bombdåd och lönnmord. Detta skedde som ett svar på företagarnas införande av speciella mordkommandon vars uppgift var att lönnmörda fackföreningsledare. Under perioden 1919–1923 lönnmördades flera hundra människor i konflikter mellan arbetsgivare och fackföreningar. 
Under inledningen till spanska inbördeskriget tog anarkister och kommunister över många fabriker efter att ägarna antingen mördats eller flytt, och även kyrkan attackerades i en våg av anlagda bränder. I början av maj 1937 utbröt strider mellan olika politiska fraktioner på den republikanska sidan. Barcelona kapitulerade den 26 januari 1939.
Åren under Franco präglades i Barcelona av politiskt och kulturellt förtryck, då alla katalanska symboler förbjöds och ersattes med fascistisk propaganda. Perioden efter kriget och fram till 60-talet såg en massiv inflyttning av arbetssökande från södra Spanien. Bostadsbristen var enorm under 50- och 60-talet, och nära 15 procent av Barcelonas invånare bodde år 1965 i slum. Trots att det i Barcelonas storstadsområde under 50- och 60-talet byggdes flera hundratusen lägenheter kvarstod den akuta bostadsbristen. Mellan 1940-talet och 1970-talet hade Barcelona ett konstant akut underskott av bostäder på omkring femtiotusen lägenheter.

### Efter Franco
Efter Francos död 1975 inleddes i Spanien en återgång till demokrati. Visst självstyre infördes i Spaniens olika regioner – inklusive i Katalonien – och den katalanska kulturen fick en renässans. Barcelona fick också en ökande roll som turistort, med sin kombination av storstad i anslutning till långa badstränder. Barcelona upplevde i slutet av 1900-talet en fortsatt inflyttning från den katalanska landsbygden, från andra delar av Spanien och från utlandet. Betydelsen som konferens- och idrottsstad ökade en nivå till i samband med 1992 års olympiska sommarspel, som förbereddes genom bygget av Palau Sant Jordi och en mängd andra idrottsanläggningar, samt en expansion av områdets badstränder.
Parallellt med att staden fick en mer internationell prägel, blandades den katalanska kulturen upp med andra kulturtraditioner. Det innebär att det katalanska språket numera (under 2000-talet) är i minoritet som modersmål i staden, till skillnad från de flesta andra delar av regionen. Ekonomiskt har dock Barcelona fortsatt att fungera som centrum för stora delar av Spaniens medie- och tillverkningsindustrier, och staden har som centrum för det katalanska regionstyret (sedan 1980) varit i fokus under 2010-talets politiska omvälvningar.